# Kuddskinnlav
Kuddskinnlav (Leptogium intermedium) är en lavart som först beskrevs av Johann Franz Xaver Arnold, och fick sitt nu gällande namn av Johann Franz Xaver Arnold. Kuddskinnlav ingår i släktet Leptogium och familjen Collemataceae.  Arten är reproducerande i Sverige. Inga underarter finns listade i Catalogue of Life.